# フェイス -サイバー犯罪特捜班-
『フェイス -サイバー犯罪特捜班-』（フェイス サイバーはんざいとくそうはん）は、2017年7月11日からAmazonプライム・ビデオにて配信されたドラマ。主演は剛力彩芽。
剛力彩芽演じる主人公・結城凛（ゆうき・りん）を筆頭に、特殊な能力を持つ集団「サイバー犯罪特捜班」通称フェイスのメンバーが凶悪サイバー犯罪に挑む様子を描いたドラマシリーズ。政府を裏切り逃亡中の元ITエンジニアで凛の兄・結城浩一郎役を三浦貴大が、そして「サイバー犯罪特捜班」をとりまとめるリーダーで、密かにサイバー犯罪への復讐に燃える男・峰岸周五郎役を村上弘明が演じる。

## キャスト

### 主要人物
結城 凛
演 - 剛力彩芽（幼少期：長谷川美羽）
「フェイス」のメンバー。大学で学んだ心理学を基にした優秀なプロファイリング能力、兄である浩一郎が作成したゲームソフトに手を加えるなど下手なハッカーを凌駕するハッキング能力、格闘技にも長けておりボクシング経験がある。 幼少期に父を病気で亡くし、さらに高校1年生のとき、女手一つで2人の子どもを育てて働き詰めだった母も、同じく病気で他界してしまい、その後は浩一郎と2人で暮らしてきた。プロファイリング能力を峰岸に評価され、逃亡中の兄を救うため「フェイス」に加入し、凶悪サイバー犯罪に対抗する。

結城 浩一郎
演 - 三浦貴大（幼少期：本村海）
凛の7歳上の兄。両親を亡くしたあと、凛を大学まで進学させ、PC技術やゲームを教えるなど妹想いな兄であった。警察庁サイバーテロ対策センターの元ＩＴエンジニアであったが、国際サイバー犯罪組織「イントルーダー」に加担し、政府を裏切り逃亡を続ける。

### 「フェイス」
峰岸 周五郎
演 - 村上弘明
元・警察庁サイバーテロ対策センター主任で浩一郎の元上司である。
現在はサイバー犯罪特捜班「フェイス」のリーダーである。サイバー犯罪に精通する。
妻を殺された爆破事件に「愛とやすらぎの会」が関与していると睨み、同団体を疑惑の目で追う。「フェイス」の指揮を執りながらサイバー犯罪に立ち向かう。キリコとは男女の関係である。美加という入院中の娘が1人いる。

小笠原 拓馬
演 - 小西遼生
過去にSATに所属していた「フェイス」実働部隊のリーダー。高い戦闘力を持つ。 SAT所属時に上官の静止を無視して誘拐暴行犯を射殺したためにSATを追われてしまう。それを峰岸が“手段を選ばない正義”と評価し、「フェイス」にスカウトされる。本人曰く“サイバー犯罪に関しては専門外である”が、影で努力もしており知識が全くないわけではない。「フェイス」の中では感情的になりやすい男である。幼い頃、獣医になろうと思ったことがある。

太宰 修司
演 - 松下優也（幼少期：星友織）
「フェイス」のメンバー。天才ハッカー。
詐欺グループの元一員で、ネット詐欺犯罪に加担していた過去を持つ。しかしグループから抜けようとすると仲間たちに取り押さえられ、暴行を受けることになってしまう。そこを小笠原に助けられ、ハッキング技術を評価され「フェイス」へと加入することとなる。慈善団体「愛とやすらぎの会」でボランティアを行う優しい一面を持ち、代表の神崎に心酔している。見た目はチャラいが童貞であることが凛との会話から発覚する。5歳まで親に虐待されていたところを神崎に保護されている。STR（知ってる）、OKS（おかげさま）、SYK（そう言うこと）などの流行り言葉をたまに使用する。

三島 キリコ
演 - 富永沙織
「フェイス」のメンバー。「セキュリティ・システム」のプロ。元「コスモセキュリティ」代表。東都電力のセキュリティシステムを構築したが、そのシステムをハッキングされたことで発生した損害賠償を支払う代わりに「フェイス」にて働いている。峰岸と男女の関係を持つ。産まれて間もなく施設に置き去りにした5歳になる息子がいる。
橋詰 恵梨香
演 - 齋藤めぐみ
「フェイス」のメンバー。 いつも眼鏡をかけている。
西川 俊樹
演 - 長濱慎
「フェイス」のメンバー。
スーツ姿で勤務している。

佐々木 武夫
演 - 呂敏
「フェイス」のメンバー。
私服勤務している今時な若者。

松岡 好美
演 - 平松可奈子
「フェイス」のメンバー。
私服勤務である。オペレーションを専門業務としている。

小野 達也
演 - 立花裕大
「フェイス」のメンバー。
私服勤務である。

### 「フェイス」に関する人たち
神崎 美麗
演 - 紫吹淳
慈善団体「愛とやすらぎの会」の代表、修司が惚れる相手。
「愛とやすらぎの会」を隠れ蓑に、裏で「イントルーダー」とつながる犯罪集団の一役を担っている部分を持ち、殺害命令を出すことも。
藤堂 保
演 - 小市慢太郎
特命組織「フェイス」を設立する内閣官房副長官。

峰岸 加奈子
演 - 大河内奈々子
ジャーナリスト。周五郎の妻。国際サイバー犯罪組織「イントルーダー」により命を奪われる。

峰岸 美加
演 – 石井香帆（幼少期：増田光桜）
周五郎と加奈子の娘。加奈子が殺害された爆破事件に巻き込まれ、意識不明のまま入院をしている。

三島 隼人
演 – 木村昌誠
キリコの息子。施設に入っていて、キリコとは離れて暮らしている。

### ゲスト

#### 第1話
ニュースキャスター
演 - 魚住咲恵

#### 第2話
漆原 康正
演 – 清水茂樹
「日本重工」総務部次長。修司のボランティア仲間で、「愛とやすらぎの会」では恵まれない子供たちにお菓子を配ったりしていた。

黒田 卓也
演 – 高杉瑞穂
「日本重工」開発研究部主任。金遣いが荒く、女遊びとギャンブルが大好き。多額の借金があるとされている。

岩間 貴子
演 – 柴山美保
アラフォーの女子社員。見知らぬ何者かから届いたメールに従い「日本重工」開発研究部に侵入し、情報を盗み出す手助けをしてしまう。

#### 第3話
二宮 悠介
演 – 金子昇
「コスモ・セキュリティ」でキリコの片腕と言われていた。キリコの元恋人。難病に侵された妹がいる。妹の手術費用のため「イントルーダー」に加担する。

二宮 里美
演 – 花房里枝（elfin’）
二宮悠介の妹。兄の影響でパソコン作業が得意。難病に侵され1年以上の入院が続いている。

鮫島 勇
演 – 嘉人
議員の秘書。脅された議員の指示で1億円を脅迫相手に運ぶ際、交通事故に遭ってしまう。

看護師
演 – 辻美優（elfin’）
愛光療養病院に勤める看護師。

大光寺 富雄
演 – 寺田農
表向きは不動産事業を営むが、実態は反社会的勢力「鳳凰興業」の代表。「鳳凰興業」を脅した犯人を追う。

#### 第4話
園田 麻衣
演 – 和泉ちぬ
修司が幼い頃育った養護施設の寮母。

萱谷 卓治
演 – 冨森ジャスティン
凛に想いを寄せるストーカーでありハッカー。フィッシング詐欺で起訴され、懲役5年を科された過去を持つ。仮出所して「愛とやすらぎの会」に雇われた。

#### 第5話
重山 久平
演 – 中野剛
カーバナックを模倣した手口で10億円もの大金を銀行口座から盗み取ったハッカー。心臓手術を受けた過去があり、ペースメーカーを埋め込んでいる。

高柳 慶太
演 – 久保智裕
東西銀行祐天寺支店のシステム管理課課長補佐。3年前に結婚した妻がいるが、デリヘルを利用してSMプレイをするのが趣味。

東西銀行支店長
演 – 海宝弘之
高柳の上司。

東西銀行職員
演 – 苫米地玲奈

不動産会社社長
演 – エイジ
「オーロラ不動産」社長。「オーロラ不動産」を介して重山が盗んだ金の一部で土地を購入した。

#### 第6話
磯野 明美
演 – みやなおこ
元銀座ホステスで、現在はパートとスナックで働きながら娘の瑠依を女手一つで育てている。生活の愚痴を神崎美麗に話したことがある。

磯野 瑠依
演 – 前田美月
SNSを利用する今時の女子高生。財閥企業帝国電工名誉会長の池ノ上英雄の隠し子。母親とは仲が良く、2人で揃ってボランティア活動に参加することもある。

宮崎 欽太
演 – イワゴウサトシ
レイプの常習犯。若い女性を暴行しビデオ撮影し、その後も金や身体を要求する凶悪犯。

百瀬 二郎
演 – 北和輝
宮崎の仲間で共犯者。

ボディーガードA
演 – 男色ディーノ
美麗のボディーガード。

ボディーガードB
演 – HARASHIMA
美麗のボディーガード。

#### 第7話
金井 敏和
演 – 井上純一
　「金寮会病院」の理事長。とんでもない金の亡者として有名。

事務局長
演 – 川井つと
金井のもとで働く事務局長。

手術中の男子
演 – 森田光希
病院のシステムがハッキングされたことにより、手術に影響が出る可能性がある中で、手術を受ける。

ボディーガードA
演 – 古口拓也

ボディーガードB
演 – 倉田昭二

## ドラマ内で扱われる機器

### DEFENDER-X
防犯監視システム。カメラで捉えた人物の精神状態（感情）を自動解析し、犯罪の可能性がある人物などを事前検知する。感情の状態と人の振動パラメータとの直接的な相関および依存関係に着目し、これを解析して感情を可視化する技術である。監視カメラシステムへの付加が容易で、不審者を事前に検知し犯罪を未然に防ぐ役割を果たす。リアルタイムの映像だけでなく、録画映像でも不審者の検知が可能。

顔認証ソフトと異なり顔写真データベースと照合しないため、犯罪者の事前登録が必要ない。検知した人は、犯罪予備軍（犯罪原因論）と見なすのではなく、あくまでも「今、援助が必要」な声かけ対象者（犯罪機会論）だと位置づける必要がある。

### WADJET
各種セキュリティアプライアンスからのアラートを収集して可視化するための相関分析システム。インシデント発生時には、ルールに従ってファイアウォールやスイッチ等のネットワーク機器を自動的に制御し、異常通信の遮断を実現する自動防御機能が働く。

## スタッフ
- 脚本 - 深沢正樹、関根俊夫
- 監督 - 松田礼人、堀英樹
- 主題歌 - 高橋りな「ネガイボシ」（株式会社徳間ジャパンコミュニケーションズ）、X4「最後の言葉」（株式会社テイチクエンタテインメント）
- 音楽 - 中野香梨、中村巴奈重、櫻井美希、宝野聡史、田渕夏海
- 企画監修 - 望月将裕（オフィス フルムーン）、国峯泰裕（クルウィット）、サイバーディフェンス研究所
- 技術協力 - フォーチュン
- 美術協力 - BEENS
- アクションクリエーター - 大道寺俊典、伊澤彩織
- ガンエフェクト - 早川光
- カースタント - 高橋レーシング
- 製作総指揮 - 古賀誠一（オスカープロモーション）
- 企画 - 堀和顕（オスカープロモーション）
- プロデューサー - 森田光則（オスカープロモーション）
- 制作著作 - オスカープロモーション

## 放送日程
| 各話   | 配信開始日 | サブタイトル                                                               | 監督     |
| ------ | ---------- | -------------------------------------------------------------------------- | -------- |
| 第1話  | 7月11日    | 引き裂かれた兄妹の絆？サイバー攻撃による原子力発電所爆破を阻止せよ！       | 松田礼人 |
| 第2話  | 7月18日    | 死の商人・日本重工の重要機密文書漏洩事件の真相は・・・？                   | 松田礼人 |
| 第3話  | 7月25日    | 奪われた個人情報。狙われた兄妹の真実とは・・・？                           | 松田礼人 |
| 第4話  | 8月01日    | 連続自殺事件-自殺者たちの隠された素顔とは？その裏で絡むサイバー犯罪とは？  | 堀英樹   |
| 第5話  | 8月08日    | 都市銀行の口座から大金が消えた？不正送金するサイバー攻撃の手口とは・・・？ | 堀英樹   |
| 第6話  | 8月15日    | 誘拐事件の裏に隠された真実？「愛とやすらぎの会」の闇・・・？               | 松田礼人 |
| 第7話  | 8月22日    | 病院の医療機器へのハッキング。本当の裏切り者は                             | 松田礼人 |
| 第8話  | 8月29日    | 「イントルーダー」の宣戦布告？「フェイス」内のスパイの正体？               | 堀英樹   |
| 第9話  | 9月05日    | メディアへのサイバー攻撃。隠されたメッセージに込められた願い               | 堀英樹   |
| 第10話 | 9月12日    | 終わることのないサイバー犯罪。欲・嘘塗れ世界にある真実                     | 松田礼人 |